# Lijst van Brusselse ministers van Toerisme
Dit is een lijst van ministers van Toerisme in de Brusselse Hoofdstedelijke Regering.

## Lijst
| Nr.                                | Minister | Minister             | Partij | Partij   | Begin        | Einde        | Regering(en)     | Bevoegdheid                                                                                             |
| ---------------------------------- | -------- | -------------------- | ------ | -------- | ------------ | ------------ | ---------------- | --- |
| 1                                  |          | Didier Gosuin (1952) |        | FDF      | 23 juni 1995 | 14 juli 1999 | Picqué II        | Toerisme                                                                                                |
| vacant (14 juli 1999-20 juli 2014) |          |                      |        |          |              |              |                  | |
| 2                                  |          | Rudi Vervoort (1958) |        | PS       | 20 juli 2014 | heden        | Vervoort II, III | Toerisme/ Toerisme en de Promotie van het Imago van Brussel en Biculturele Zaken van gewestelijk Belang |
| 3                                  |          | Sven Gatz (1967)     |        | Open Vld | 18 juli 2019 | heden        | Vervoort III     | de Promotie van Meertaligheid en van het Imago van Brussel                                              |